# Журавець пагорбовий
Журавець пагорбовий, герань пагорбкова (Geranium collinum) — вид рослин з родини геранієві (Geraniaceae), поширений у південній Європі та в Азії.

## Опис
Багаторічна рослина 15–60 см. Рослина білувата від густих притиснутих простих волосків вгорі з домішкою залозистих. Квітконоси 10-25 см завдовжки, перевищують листки. Листки в контурі округло-5-кутні, глибоко-5–7-, а верхні 3-роздільні, з майже ромбічними, глибоко-перисто-надрізаними гострими частками. Пелюстки 12–17 мм довжиною, рожево-фіолетові. Стулки рудуваті, коротко запушені. Кореневище ± горизонтальне, діаметром 0.6–1.4 см, не горбкувате. Стебло 18–70(100) см заввишки, вертикальне, не укорінене у вузлах. Суцвіття 2-квіткові. Чашолистки 4.8–7.3(9.3) мм, зовні волосаті, всередині голі. Плоди 2.1–3.1 см. Насіння 2.6–2.9 мм. 2n = 28.

## Поширення
Поширений в Іспанії, південно-східній Європі, в Азії на схід до західного Сибіру, Монголії, Пакистану.
В Україні вид зростає на заливних солонцюватих лугах, у вологих, переважно карбонатних, місцях, серед чагарників — на півдні Лісостепу і в Степу, зазвичай; в гірському Криму (гора Чорна).

## Використання
Кормова, вітамінна, фарбувальна рослина.